# Gouden Kruis (voetbal Amsterdam)
De strijd om het Gouden Kruis was een Nederlands districtsbekercompetitie, waarin gestreden werd door voetbalclubs uit Amsterdam. De Amsterdamsche Voetbalbond (AVB) organiseerde elk seizoen voor haar aangesloten clubs een toernooi om het Gouden Kruis, een wisseltrofee die uitgereikt werd aan het team dat de bekertoernooi won. Dit toernooi ging in 1959 onder verantwoordelijkheid van de KNVB verder als het toernooi om de Afdelingsbeker.
In het district Noord-Holland werd er eveneens gespeeld om een Gouden kruis.

## Finales AVB
| Jaar | Winnaar                 | Uitslag    | Finalist    |
| ---- | ----------------------- | ---------- | ----------- |
| 1901 | Volharding Amsterdam    | 2-1        | VVA         |
| 1902 | Volharding Amsterdam    | 2-1        | VVA         |
| 1903 | RAP                     | 4-1        | Ajax        |
| 1904 | Volharding Amsterdam    | 3-2 (n.v.) | Ajax        |
| 1905 | Swift                   | 4-0        | RAP         |
| 1906 | Ajax                    | 5-3        | AFC         |
| 1907 | AFC                     | 1-0        | VVA         |
| 1908 | Holland                 | 3-1        | Ajax        |
| 1909 | Ajax                    | 1-0        | Blauw-Wit   |
| 1910 | Ajax                    | 2-1        | AFC         |
| 1911 | Ajax                    | 2-1        | Blauw-Wit   |
| 1912 | Volharding Amsterdam    | 5-2        | AFC         |
| 1913 | AFC                     | 2-1        | Blauw-Wit   |
| 1914 | Blauw-Wit               | 2-0        | De Spartaan |
| 1915 | finale gespeeld in 1917 |            |             |
| 1916 | finale gespeeld in 1917 |            |             |
| 1917 | Blauw-Wit               | 1-0        | De Spartaan |
| 1918 | Blauw-Wit               | 2-0        | Ajax        |
| 1919 | niet gespeeld           |            |             |
| 1920 | Blauw-Wit               | 2-3        | De Spartaan |
| 1921 | niet gespeeld           |            |             |
| 1922 | niet gespeeld           |            |             |
| 1923 | niet gespeeld           |            |             |
| 1924 | Ajax                    | 3-2        | AFC         |
| 1925 | ?                       | ?-?        | ?           |
| 1926 | ?                       | ?-?        | ?           |